# Alexandra Graña
Alexandra Graña Petrozzi (Lima, 7 de septiembre de 1976), conocida como Alexandra Graña, es una actriz y cantante peruana. Es más conocida por los roles estelares de Vanessa Salcedo en la telenovela La rica Vicky, de Roxana Bissuti en la telenovela Demasiada belleza, de Erika Goldenberg en la telenovela Que buena raza y de Paz Guerra en la serie de televisión Al fondo hay sitio.

## Biografía
Hija de Eduardo Graña Luza y Liliana Petrozzi. Estudia en el Colegio Alemán Santa Úrsula de Lima; una vez graduada, estudia ciencias de la comunicación en la Universidad de Lima.
Se inicia desde muy joven en televisión con la telenovela infantil Cero en conducta en Panamericana TV, donde interpreta a Cynthia, una niña de padres separados que lidera a la pandilla de las "Niñas Malas". Posteriormente, forma parte del grupo musical Hexágono y actúa además en numerosas obras de teatro.
En 1997, Alexandra retorna a la televisión para hacer un rol antagónico en la telenovela La rica Vicky bajo la mano del director Michel Gómez Zanolli, en donde comparte roles junto con Virna Flores e Ismael La Rosa.
En 1999, debuta en el teatro con el grupo de teatro peruano "EspacioLibre" bajo la dirección de Diego La Hoz. Su trabajo en las tablas consolida su carrera como actriz recibiendo importantes elogios de la prensa especializada. Participa en diversas puestas en escenas con el grupo hasta que, en 2005, inicia su camino hacia la internacionalización.
En 2003, protagoniza la telenovela Demasiada belleza, emitida por Frecuencia Latina. Posteriormente, Alexandra viaja a Miami para participar en la telenovela Las dos caras de Ana producida por Lucero Suárez en 2006, y en 2008 viaja a México donde participa como antagonista en la telenovela Querida enemiga de Televisa, junto a Ana Layevska, Gabriel Soto y María Rubio.
En 2009, iba a formar parte de la serie televisiva Al fondo hay sitio, interpretando a Claudia Zapata, la secretaria de Miguel Ignacio De Las Casas (Sergio Galliani), pero finalmente termina abandonando el proyecto por varias razones.
En 2010, Alexandra se une a las filas de TV Azteca con la telenovela Entre el amor y el deseo junto con Víctor González y Lorena Rojas. El mismo año, en Perú, actúa en la serie policial Tribulación: La batalla antes del fin, inspirada en temas bíblicos. Realizada íntegramente en alta definición y con efectos especiales. En teatro, está en el musical Soundtrack: Maldita fama y en la obra El celular del hombre muerto.
En teatro en 2012, Graña participa en la obra infantil musical Hadas. Ese mismo año, finalmente se integra al elenco principal de la serie de televisión Al fondo hay sitio, está vez interpretando a la arquitecta Paz Guerra.
Graña forma parte de la serie Avenida Perú en 2013, y en 2014 protagoniza la obra Frankie y Johnny.
En 2019, participa en la obra teatral protagonizada por María Grazia Gamarra: Plebeyo.

## Vida personal
El 2 de febrero de 2012, nace su hija Makenna, fruto de su relación con su actual pareja Tarik D'Onofrio Dibós.

## Filmografía

### Televisión

#### Series y telenovelas
- Cero en conducta (1988) como Cynthia.
- Malicia (1995).
- Obsesión (1996) como Ximena Arroyo / Machi.
- La noche (1996) como Susana.
- La rica Vicky (1997—1998) como Vanessa Salcedo Astudillo.
- Cosas del amor (1998) como Silvia Zender
- Estrellita del sur (2000—2001) como Vanessa Johnson Díaz
- Qué buena raza (2002–2003) como Erika Goldenberg Liboski.
- Demasiada belleza (2003) como Roxana Bissuti.
- Luciana y Nicolás (2003—2004) como Antuanette Clouvé
- Eva del Edén (2004—2005) como Inés Arias Maldonado
- Decisiones (2005) como Varios Roles                      (4 episodios).
- Mi vida eres tú (2006) como Rosalinda Esparza
- Las dos caras de Ana (2006–2007) como Tina Bonilla.
- Querida enemiga (2008) como Jacqueline Hernández
- Al fondo hay sitio (2009) como Paz Guerra
- Clave uno: Médicos en alerta (2009) como Paciente.
- Entre el Amor y el Deseo (2010–2011) como Patricia Dumont.
- Tribulación: La batalla antes del fin (2011) como Dra. Dinora Ramírez "Teniente Dinora".
- Decisiones Extremas (2011) como Ella misma.
- Al fondo hay sitio (2012; 2016 Material de archivo; 2022 Foto en spot televisivo) como Arquitecta Paz Guerra.
- Avenida Perú (2013) como Andrea Stigler Velarde.
- Goleadores (2014).
- Amor de madre (2015) como Ofelia Tapia Mendoza de Suárez.
- Mis tres Marias (2016) como Melissa Elizalde.
- Con mi novio no te metas (2017) como Roxana.
- Madre por siempre, Colorina (2017—2018) como Odette Díaz-Salinas Vda. de Santa Cruz Vda. de Betancourt Vda. Horrouitener Vda. de Villa Real / "La viuda negra" / "Odette Dávila Luna" / "Odette Campos Ureta".
- Los López y la niñera (2018) como Nicole.
- Sres. Papis (2019) como Paula Sanquinetti Cuellar.
- Once machos: La serie (2020) como Patricia.
- Perdóname (2023) como Cristina.

#### Programas
- El gran show (2010) como Ella misma (Invitada) (Secuencia: El desafío).
- Teletón 2011: Unámonos para cambiar pena por alegría (Edición Especial) (2011) como Ella misma (Presentadora).
- Teletón 2012: Todos somos Teletón (Edición Especial) (2012) como Ella misma (Invitada).
- Tu cara me suena (2013—2014) como Ella misma (Invitada).
- Cinescape (2014; 2019) como Ella misma (Invitada).
- Estás en todas (2015) como Ella misma (Invitada).
- Al Aire (2015) como Ella misma (Invitada).
- Premium Perú TV (2020; 2022) como Ella misma (Invitada).
- El Reventonazo de la Chola (2021) como Ella misma (Invitada).
- ChiquiWilo (2022) como Ella misma (Invitada).

### Cine

#### Cortometrajes
- Triunfador (1999).
- Perdido) (2018) como Gabriela.
- Emma no sonríe (2019) como Cecilia.

#### Largometrajes
- El Beneficio de la Duda (2015) como Mónica.
- Las posesiones de Tess (2015) como Jessica (Doblaje Latino).
- La Peor de Mis Bodas (2016) como Rosaura.
- Utopía, La película (2018) como Daniela Elon de Gomberoff.
- Once machos 2 (2019) como Patricia.
- Reinas sin corona (2022).
- Once machos 3 como Patricia.

### Vídeos musicales
- Amor de madre (2015) como Ofelia Tapia.
- Las Lomas (2016) (De Juan Carlos Fernández) como Paz Guerra.
- Al fondo hay sitio (2016) (De Tommy Portugal) como Paz Guerra.

## Radio
- Radio América (2021—2022) como Locutora.

## Teatro
- Un príncipe para tres princesas (1999—2003) (De Claudia Sacha y Diego La Hoz; Dirección: Diego La Hoz).
- A Peruvian trip to Mexico (2002) (De Maria Fe Saavedra; Dirección: Diego La Hoz).
- Asunto de tres (2003) (De Gonzalo Rodríguez Risco;  Dirección; Diego La Hoz).
- TV-Terapia (2004) (De Gonzalo Rodríguez Risco; Dirección: Diego La Hoz).
- La novicia rebelde (2004).
- Mujeres juntas… ni difuntas (2008) (Para México).
- El musical 2010: Éxitos que marcaron historia (2010).
- Soundtrack: Maldita fama (2010).
- El celular del hombre muerto (2010).
- La chica del Maxim (2011).
- Al fondo hay sitio (2012) como Arquitecta Paz Guerra.
- Hadas (2012) como La Narradora.
- Frankie y Johnny (2014) como Johnny.
- El plebeyo (2019) como Madre de Giannina.[7]
- Pronto crecerán (Madre, el musical) (2019).
- Madres, el musical (Mi bebé viene pronto) (2019).

#### Agrupaciones teatrales
- PerúEspacio Libre (1999).

## Discografía

### Agrupaciones musicales
- Hexágono.